# Rowman & Littlefield
Die Rowman & Littlefield Publishing Group, Inc.  ist ein US-amerikanischer wissenschaftlicher Buch- und Zeitschriftenverlag mit Schwerpunkt auf humanistischen Studien und Sozialwissenschaften. Er wurde 1949 durch Walter Rowman und Arthur W. Littlefield in Lanham, Maryland gegründet. Weitere Büros und Distributionszentren befinden sich in den USA und dem Vereinigten Königreich. Er führt mehrere Imprints, eine Ausprägung von Wortmarken im Verlagswesen. Derzeitiger Präsident und CEO ist Jed Lyons. Der Verlag kooperierte in der Vergangenheit u. a. mit dem American Council on Education, der American Association for State and Local History, dem American Foreign Policy Council, der Smithsonian Institution, dem  Center for Strategic and International Studies und dem United States Holocaust Memorial Museum.

## Imprints
Neben weiteren Kooperationen gehören zu den Imprints: 
- AltaMira Press
- Bernan Press
- Globe Pequot Press
- Government Institutes
- Ivan R. Dee
- Jason Aronson
- Lexington Books
- R&L Education
- R&L Publishers
- Scarecrow Press
- Taylor Trade Publishing

## Journals
Die Imprints von Rowman & Littlefield bieten folgende Zeitschriften an:
- Collections: A Journal for Museum and Archives Professionals
- International Journal of Educational Reform
- International Journal of Intelligence Ethics
- Journal of Evidence-Based Practices for Schools
- Journal of Korean Studies
- Journal of School Leadership
- Journal of School Public Relations
- Pro Ecclesia
- Teacher Education and Practice